# Élection présidentielle est-timoraise de 2017
L’élection présidentielle est-timoraise de 2017 se déroule le 20 mars 2017. Francisco Guterres (Fretilin : gauche), candidat malheureux aux présidentielles de 2007 et 2012, est cette fois ci élu dès le premier tour avec 57 % des voix.

## Mode de scrutin
Le président du Timor oriental est élu au scrutin uninominal majoritaire à deux tours pour un mandat de 5 ans, renouvelable une fois.

## Candidats
- Antonio Maher Lopes, Parti socialiste du Timor
- José António de Jesus das Neves, indépendant
- Francisco Guterres, Front révolutionnaire pour l'indépendance du Timor oriental
- José Luís Guterres, indépendant
- Amorim Vieira, indépendant
- António da Conceição, Parti démocrate du Timor
- Angela Freitas, Parti Trabalhista
- Luís A. Tilman, indépendant

## Résultats
| Candidats                | Candidats                 | Partis                          | Premier tour | Premier tour |
| Candidats                | Candidats                 | Partis                          | Voix         | %            |
| ------------------------ | ------------------------- | ------------------------------- | ------------ | ------------ |
|                          | Francisco Guterres        | Fretilin                        | 294 938      | 57,08        |
|                          | António da Conceição (de) | Parti démocrate                 | 167 760      | 32,47        |
|                          | José Luís Guterres        | Frenti-Mudança                  | 13 513       | 2,62         |
|                          | José Neves                | Indépendant                     | 11 662       | 2,26         |
|                          | Luís Alves Tilman         | Indépendant                     | 11 124       | 2,15         |
|                          | Antonio Maher Lopes       | Parti socialiste du Timor       | 9 098        | 1,76         |
|                          | Ángela Freitas            | Parti des travailleurs du Timor | 4 353        | 0,84         |
|                          | Amorim Vieira             | Indépendant                     | 4 279        | 0,83         |
|                          |                           |                                 |              |              |
| Votes valides            | Votes valides             | Votes valides                   | 516 727      | 97,71        |
| Votes blancs et nuls     | Votes blancs et nuls      | Votes blancs et nuls            | 12 086       | 2,29         |
| Total                    | Total                     | Total                           | 528 813      | 100          |
| Abstention               | Abstention                | Abstention                      | 214 337      | 28,84        |
| Inscrits / participation | Inscrits / participation  | Inscrits / participation        | 743 150      | 71,16        |